# Jirō Yabe
Jirō Yabe (japanisch 矢部 次郎 Yabe Jirō; * 26. Mai 1978 in der Präfektur Aichi) ist ein ehemaliger japanischer Fußballspieler.

## Karriere
Yabe erlernte das Fußballspielen in der Schulmannschaft der Nara Ikuei High School. Seinen ersten Vertrag unterschrieb er 1997 bei den Nagoya Grampus Eight. Der Verein spielte in der höchsten Liga des Landes, der J1 League. 2000 wechselte er zum Zweitligisten Sagan Tosu. Für den Verein absolvierte er 136 Spiele. Danach spielte er bei den Arte Takasaki (2005–2006) und Nara Club (2008–2011). Ende 2011 beendete er seine Karriere als Fußballspieler.

## Erfolge
Nagoya Grampus Eight
- Kaiserpokal

Sieger: 1999